# 圆丛
在数学中，（定向）圆丛（circle bundle）是一个纤维是圆周 {\displaystyle \mathbf {S} ^{1}} 的定向纤维丛，或更准确地，是一个主 U(1)-丛。它同伦等价于复线丛。在物理学中，圆丛是电磁学自然的几何背景。圆丛是球丛的一个特例。

## 与电动力学的关系
麦克斯韦方程对应于一个用 2-形式 F 表示的电磁场，满足 {\displaystyle \pi ^{*}F} 上同调于零。特别地，总存在一个 1-形式 A 使得：
{\displaystyle \pi ^{*}F=dA.}
给定 M 上一个线丛 P 及其投影
{\displaystyle \pi :P\to M,}
我们有同态
{\displaystyle \pi ^{*}:H^{2}(M,\mathbb {Z} )\to H^{2}(P,\mathbb {Z} ),}
这里 {\displaystyle \pi ^{*}} 是拉回。每个同态对应一个狄拉克单极（Dirac monopole）；整系数上同调群对应于电荷的量子化。

## 例子
霍普夫纤维化是一类非平凡圆丛。

## 分类
流形 M 上圆丛的同构类一一对应于 M 的第二整上同调群 {\displaystyle H^{2}(M,\mathbb {Z} )}。这个同构由欧拉类实现。
等价地，同构类对应于从 M 到无穷维复射影空间 {\displaystyle CP^{\infty }} 映射的同伦类，这是  U(1) 的分类空间。参见U(n)的分类空间。
用同伦理论的话说，周圆与去掉原点的复平面是等价的。利用配丛构造，圆丛等价于光滑复线丛因为两者的转移函数都在 C* 中。在此情形，圆丛的欧拉类或实二维平面丛与线丛的第一陈类相同。
又见：王序列（王宪忠）